# دوروتی هریسون یوستس
دوروتی هریسون یوستس (انگلیسی: Dorothy Harrison Eustis؛ ۳۰ مهٔ ۱۸۸۶ – ۸ سپتامبر ۱۹۴۶) یک پرورش‌دهندهٔ سگ، انسان‌دوست و بنیان‌گذار مدرسهٔ «چشم بینا» (The Seeing Eye) بود که نخستین مدرسه سگ‌های راهنمای نابینایان در ایالات متحده آمریکا محسوب می‌شود.
نام او در سال ۲۰۱۱ میلادی در فهرست «تالاری مشاهیر ملی زنان» قرار گرفت.
او در سال ۱۹۲۷ میلادی، ۴۱ ساله بود و در کشور سوئیس به تربیت سگ‌های پلیس ژرمن شپرد مشغول بود که در هفته‌نامهٔ مشهور ستردی ایونینگ پست، مقاله‌ای دربارهٔ تأسیس یک مدرسهٔ تربیت سگ برای کهنه‌سربازان و جانبازان نابینای بازمانده از جنگ جهانی اول نوشت. پس از انتشار این مقاله، سیل عظیمی از نامه‌های خوانندگان به سوی او جاری شد و از جمله، جوان نابینای ۲۰ ساله‌ای به نام موریس فرانک که قول داده بود در بنیان‌گذاری چنین مدرسه‌ای در ایالات متحده آمریکا به دوروتی کمک کند؛ مشروط بر آنکه دوروتی به او بیاموزد که چگونه می‌توان از یک سگ راهنمای نابینایان بهره جست. دوروتی، موریس فرانک را به سوئیس دعوت کرد و مدت پنج هفته را، صرف آموزش مداوم او با سگی به نام «بادی» که نخستین سگ از ۶ سگ راهنمای اولیه بود (و همگی «بادی» نام داشتند)، نمود. یک سال بعد، در دسامبر ۱۹۲۸ میلادی، یوستس و فرانک با یکدیگر نخستین مدرسه سگ‌های راهنمای نابینایان را در زادگاه فرانک نشویل، تنسی بنیان نهادند.
میراث دوروتی هریسون یوستس تا به امروز ادامه داشته‌است. زحمات او منجر به افزایش مدرسهٔ تربیت سگ‌های راهنما در آمریکا و سایر نقاط جهان شد و راه را برای استفاده از حیوانات، جهت کمک به افراد دارای معلولیت یا ناتوانی جسمی هموار نمود. از آنجایی که مدرسهٔ «چشم بینا» دیدگاه ترحم‌آمیز و خیریه‌گونه نداشت، دوروتی یوستس را بابت تلاش در تغییر دیدگاه مردم نسبت به افراد ناتوان و مشارکت‌هایش در زمینهٔ جنبش حقوق معلولان که در دههٔ ۱۹۷۰ میلادی آغاز شد، تمجید کرده‌اند.